# Stazione di Le Cave
Stazione di Le Cave egy bezárt vasútállomás Olaszországban, Trentino-Alto Adige régióban, Fortezza településen.

## Vasútvonalak
Az állomást az alábbi vasútvonalak érintik:
- Brenner-vasútvonal

## Kapcsolódó állomások
A vasútállomáshoz az alábbi állomások vannak a legközelebb: 
- Stazione di Mules
- Stazione di Mezzaselva
- Stazione di Campo di Trens